# Capitolio del Estado de Nuevo México
El Capitolio del Estado de Nuevo México (en inglés New Mexico State Capitol) es la sede del gobierno del estado estadounidense de Nuevo México. Está ubicado en Santa Fe en 490 Old Santa Fe Trail. Es el único capitolio estatal redondo en los Estados Unidos, y se conoce informalmente como la Roundhouse.

## Diseño
El edificio fue diseñado para parecerse al símbolo del sol del pueblo zía cuando se ve desde arriba, con cuatro alas de entrada que sobresalen del volumen cilíndrico principal.
Arquitectónicamente es una mezcla del estilo del Renacimiento Territorial de Nuevo México con influencias neoclásicas. Sobre cada entrada hay una talla de piedra del Sello del Estado de Nuevo México. El edificio tiene cuatro niveles, uno de ellos subterráneo.

Inaugurado el 8 de diciembre de 1966, el edificio fue diseñado por Willard C. Kruger y construido por Robert E. McKee. Su extenso trabajo de mármol lo realizó la New Mexico Marble and Tile Company. Tiene 22.000 m² de superficie y costó 4.676.860 dólares (o sea 215 dólares por m²).

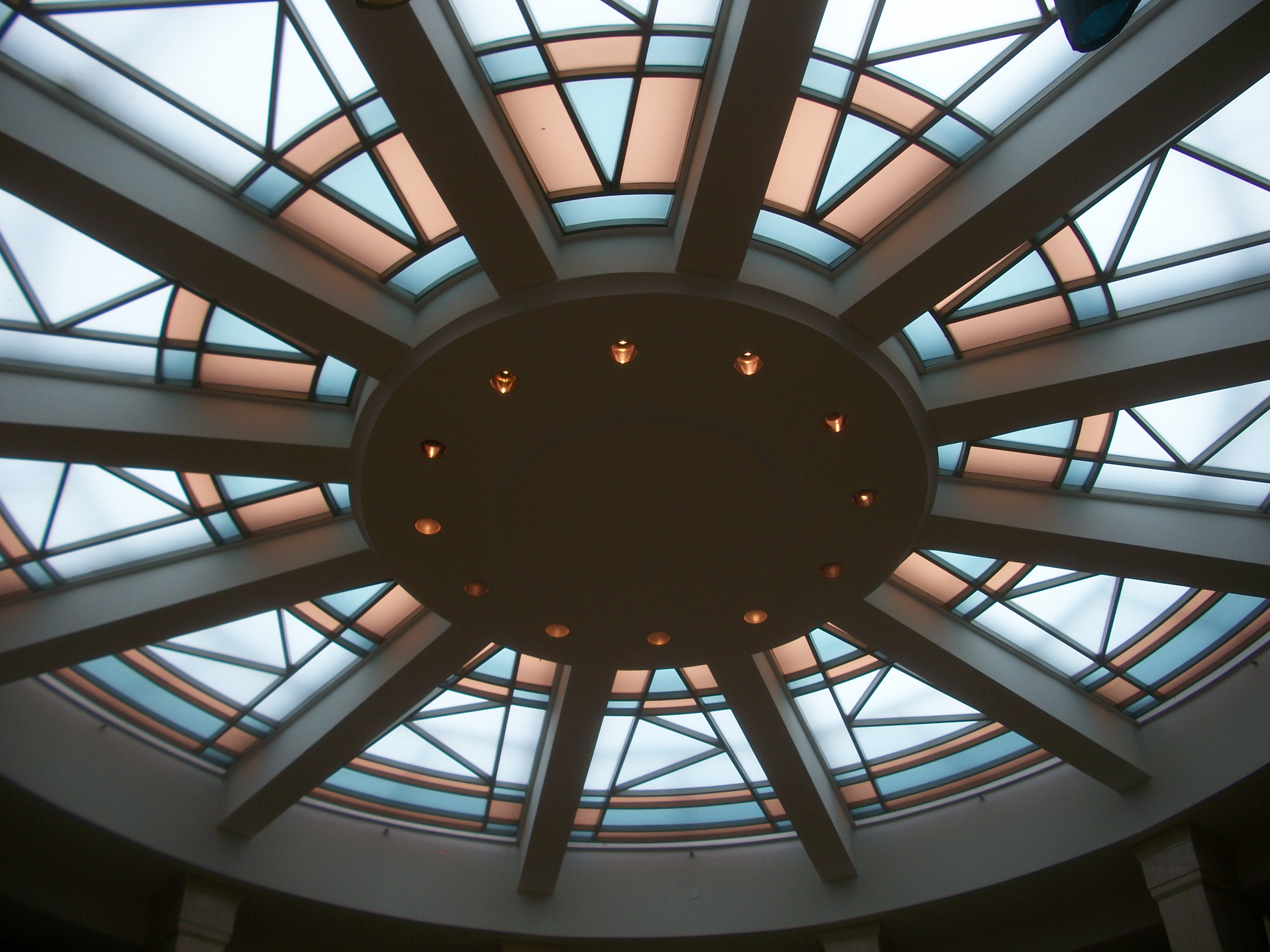
Rotonda del Capitolio

Alberga la legislatura del estado de Nuevo México. El primer piso (subterráneo) contiene la Cámara y el Senado, que no son accesibles al público. El segundo, que es la planta baja, incluye galerías donde los visitantes pueden ver las cámaras de la Cámara y el Senado. La galería de la Cámara tiene capacidad para 281 personas y está ubicada en el lado sur del edificio. La del Senado, con capacidad para 206 personas, está en el lado norte. Los dos pisos superiores son principalmente oficinas, con las del comité legislativo en el tercer piso y las del gobernador, el vicegobernador y el Servicio del Consejo Legislativo en el cuarto piso.
La rotonda en el centro del edificio mide 14,9 m de diámetro y 18,3 m de altura y abarca el segundo, tercer y cuarto pisos. Sus acabados son de mármol travertino nativo de Nuevo México y tiene incrustado un mosaico de latón y turquesa con Gran Sello de Nuevo México. El tragaluz del techo está diseñado para parecerse a un tejido de canasta indio, con vitrales azul y rosa pálido que representan el cielo y la tierra, respectivamente. Las banderas de los 33 condados de Nuevo México están en exhibición permanente en el balcón del cuarto piso.
Rodeando el capitolio hay un exuberante jardín de 2,6 ha con más de 100 variedades de plantas, que incluyen rosas, ciruelos, almendros, melocotoneros, olivos rusos y secuoyas. Las estatuas de pueblos nativos que llevan la cerámica y la caza salpican la propiedad.
Una renovación en 1992 incluyó la expansión de las salas de los comités, la eliminación de asbesto, mejoras mecánicas y eléctricas y una mayor accesibilidad para las personas discapacitadas. El edificio se volvió a inaugurar el 4 de diciembre de 1992.

## Historia
The Roundhouse es el cuarto edificio del Capitolio de Nuevo México. El estado cuenta no solo con el tercer capitolio más reciente de Estados Unidos (solo los de Hawái y Florida, terminadas en 1969 y 1978, son más nuevos) sino también con el más antiguo, el Palacio de los Gobernadores.

### Palacio de los Gobernadores

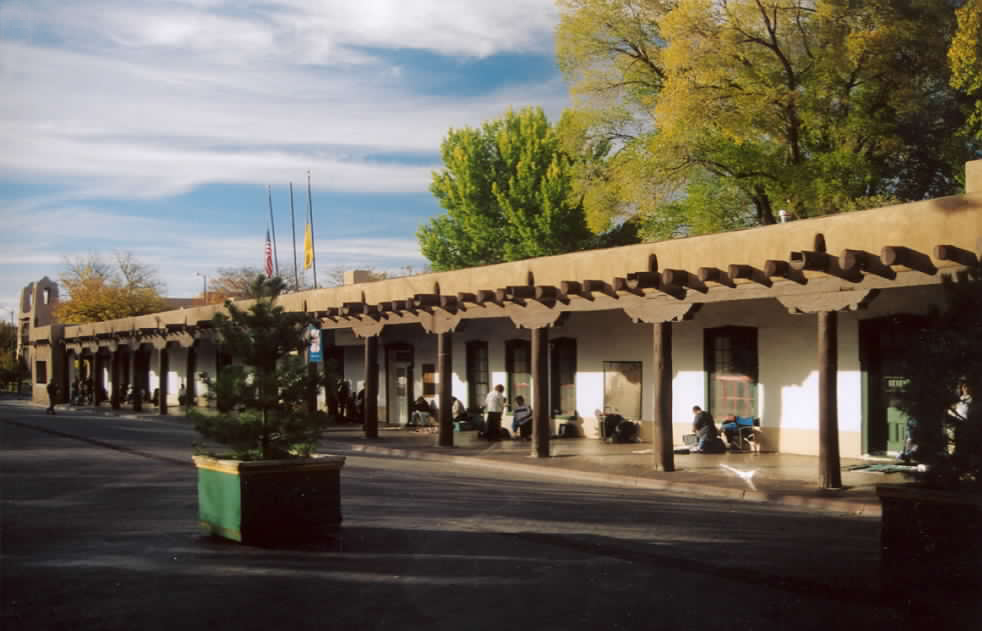
El Palacio de los Gobernadores

Construido en 1610 por los españoles, el Palacio de los Gobernadores se encuentra en la Plaza de Santa Fe y fue la casa de gobierno en Santa Fe durante casi tres siglos, es decir durante los períodos de dominio español y mexicano. Cuando Estados Unidos anexó Nuevo México en 1846, se convirtió en la primera capital territorial y se utilizó como tal durante cuarenta años. Ahora un museo, el Palacio es la única capital en Estados Unidos que ha albergado a los gobiernos de tres naciones diferentes.

### Capitolio de 1850 (palacio de justicia federal)

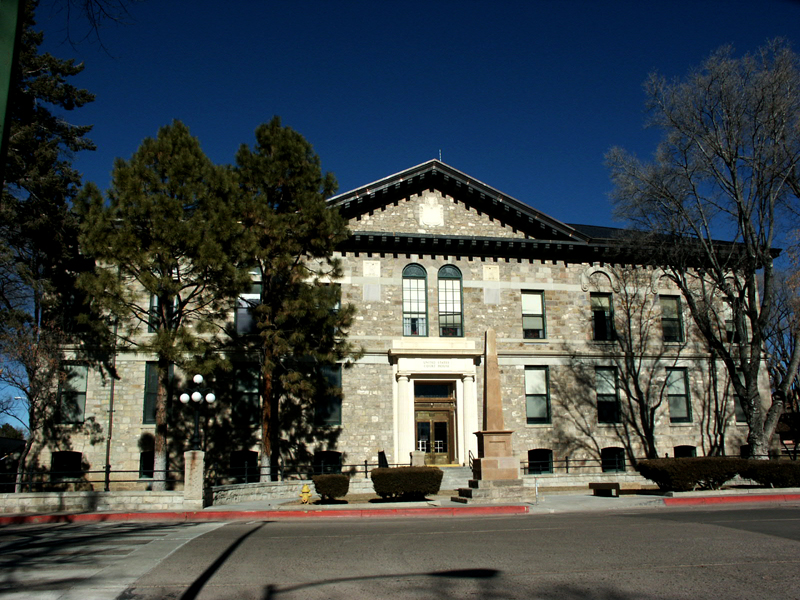
Palacio de Justicia Federal

Anticipándose a la condición de Estado de Nuevo México, en 1850 comenzaron las obras para un nuevo caitolio. Sin embargo, los fondos para su construcción se agotaron, y en 1855 el trabajo en el proyecto se detuvo y solo se completó el primer piso. Permaneció en este estado hasta 1886, cuando se terminaron el segundo piso y el techo. Sin embargo, en ese momento ya se estaba construyendo un nuevo capitolio territorial, por lo que el antiguo edificio nunca se usó oficialmente como tal. (Albergó informalmente el gobierno territorial entre 1892 y 1900). En cambio, se convirtió en el Palacio de Justicia Territorial (más tarde Federal). Este edificio aún se conserva en su forma original.

### Capitolio de 1886

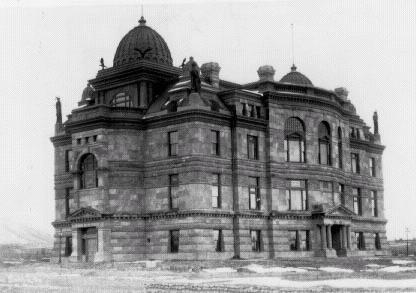
El Capitolio de 1886

En 1886 un nuevo edificio reemplazó al anticuado Palacio de los Gobernadores como capital territorial. El edificio monumental de cuatro pisos de altura fue construido con arenisca extraída en Lamy y coronado por colosales estatuas de bronce que representan la libertad, la justicia, el comercio y la industria. Fue diseñado por Edward M. o Edward S. Jennison, ambos arquitectos de Chicago.
Seis años después de su apertura, en la noche del 12 de mayo de 1892, comenzó un incendio que destruyó la estructura, aunque los transeúntes pudieron salvar la mayoría de los archivos, libros y muebles. El edificio no estaba asegurado y su pérdida le costó al estado más de 200.000 dólares.
Una investigación concluyó que el incendio se inició deliberadamente, pues estalló simultáneamente en dos áreas separadas y una manguera de emergencia crucial parecía haber sido saboteada.

### 1900 Capitolio (edificio conmemorativo de Bataan)

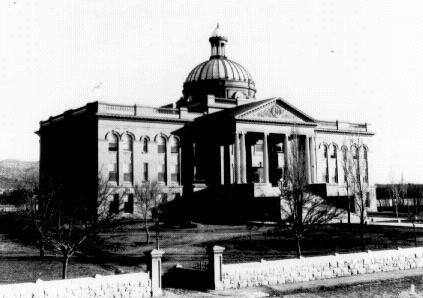
El edificio del Capitolio en 1900

El siguiente edificio del capitolio, diseñado por Isaac Rapp, no se completó hasta 1900. Mientras tanto, el gobierno se instaló en el Palacio de Justicia Territorial y las oficinas judiciales adyacentes. Después de la costosa pérdida del edificio anterior, el nuevo capitolio se completó con un presupuesto reducido de menos de 140.000 dólares, utilizando materiales rescatados y trabajo de convictos no remunerado de la Penitenciaría de Nuevo México para ahorrar dinero. El edificio tenía tres pisos de altura con una cúpula plateada, una cúpula y un pórtico neoclásico . El primer piso se construyó con arenisca reutilizada del antiguo capitolio, mientras que el segundo y tercer piso eran de ladrillo amarillo y el pórtico era de piedra caliza de Indiana. Fue dedicado el 4 de junio de 1900.
En este edificio, el 6 de enero de 1912 el presidente William Taft firmó la proclamación admitiendo a Nuevo México como el estado número 47 de la Unión. Luego se volvió hacia la delegación y dijo: "Bueno, todo ha terminado. Me alegro de darte la vida. Espero que esté sano".

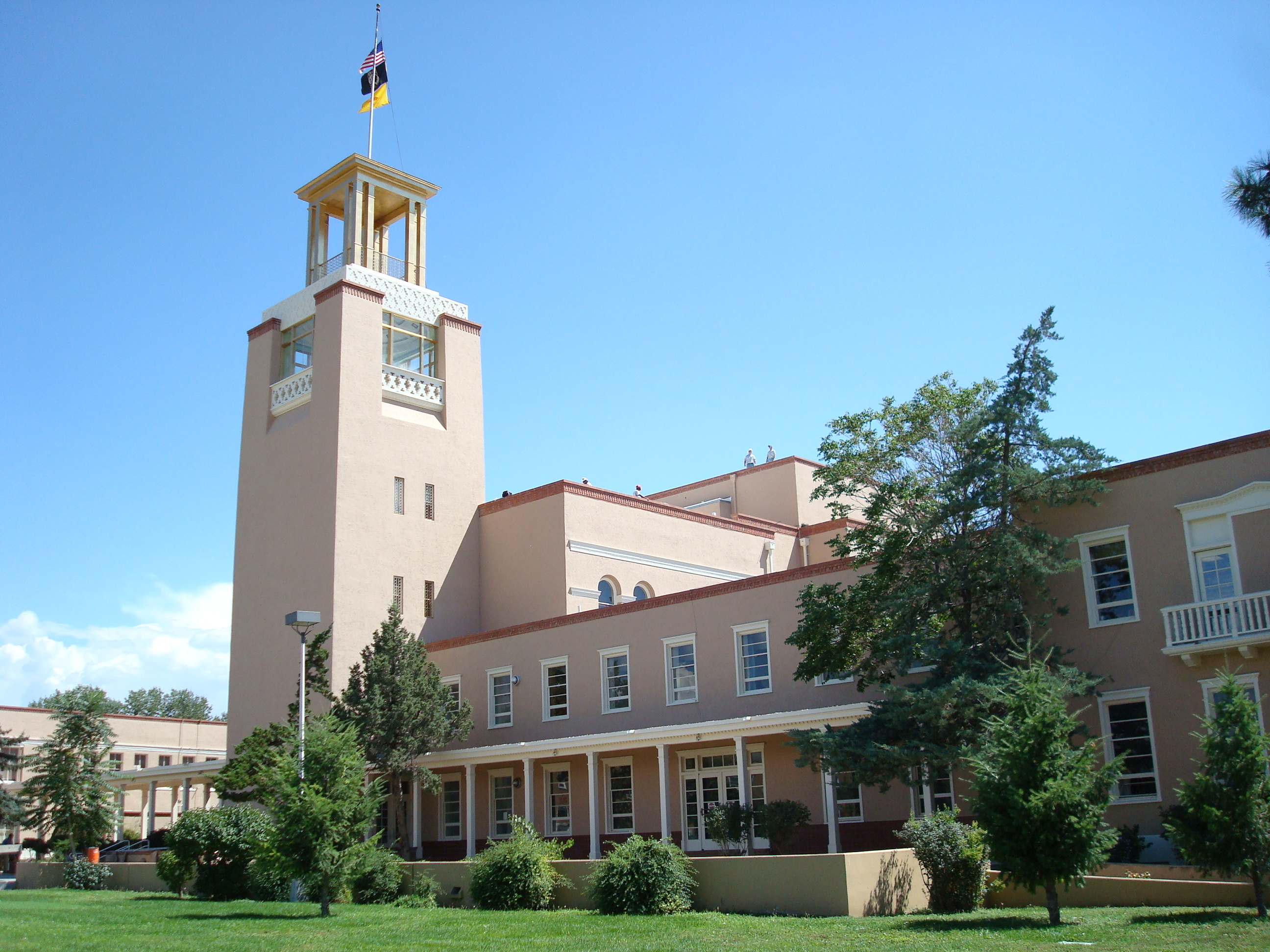
El edificio conmemorativo de Bataan que alberga el Museo Militar de la Guardia Nacional de Nuevo México

Durante las siguientes décadas se construyeron varias adiciones adyacentes al edificio del capitolio. Entre 1949 y 1953 Willard C. Kruger  inició un gran proyecto para unificar la apariencia arquitectónica de todos los edificios del complejo gubernamental al estilo del Renacimiento Territorial. La cúpula, que a menudo había sido criticada por desentonar con el edificio, fue removida y una cúpula de 32 m se añadió torre en el extremo norte del edificio. El inmueble se conoce como el Edificio Conmemorativo de Bataan, para conmemorar la Marcha de la Muerte de Bataan. Alberga numerosas oficinas del Gobierno del Estado. El antiguo capitolio está casi completamente oscurecido por las adiciones posteriores, o en el caso del pórtico con frontón, las mudanzas, pero sus ventanas arqueadas del tercer piso aún son reconocibles.

## Fundación Capitol Art
La Legislatura creó la Capitol Art Foundation en 1991, que desde entonces se ha convertido en una de las características más entrañables del edificio. Fue creada para ayudar en la adquisición de arte para exhibición pública y presenta obras contemporáneas de artistas que viven y trabajan en Nuevo México. La colección de se encuentra en las áreas públicas del edificio en los cuatro pisos y se compone de una amplia gama de medios, estilos y tradiciones, incluidas las agrupaciones de muebles hechos a mano.

## Galería del gobernador
La Galería del Gobernador está ubicada en el cuarto piso del Capitolio. Fue conceptualizado y creado por Allan Pearson, enlace cultural del gobernador Jerry Apodaca en 1975 como un espacio para educar al público sobre el patrimonio artístico del estado. La primera exposición contó con pinturas realizadas por Georgia O'Keeffe. Las exhibiciones rotan varias veces al año, con la exhibición anual de los Premios del Gobernador a la Excelencia en las Artes que se lleva a cabo cada otoño.